# Jüdische Gemeinde Donnelay
Eine Jüdische Gemeinde in Donnelay, einer französischen Gemeinde im Département Moselle in Lothringen, bestand seit dem 18. Jahrhundert.

## Geschichte
Bereits vor der Revolution waren jüdische Familien im Ort ansässig. Im Jahr 1840 gab es 71 jüdische Bewohner im Ort und nach 1871 sank ihre Zahl, wie in den meisten ländlichen Gebieten, durch Abwanderung in die benachbarten Städte. Die jüdische Gemeinde von Donnelay hatte einen Lehrer und einen Kantor angestellt. Die jüdische Gemeinde gehörte ab 1808 zum israelitischen Konsistorialbezirk Metz.

## Lazare Lévy
Das Dorf Donnelay war der erste Ort in Frankreich mit einem jüdischen Bürgermeister. Ab 1800 leitete der Handelsmann Lazare Lévy die Gemeinde. Er nahm 1806 an dem von Napoleon einberufenen Sanhedrin teil.